# Большой Каим
Большой Каим — река в России, протекает по Алтайскому району Алтайского края. Устье реки находится в 3 км от устья Сарасы по правому берегу. Длина реки составляет 17 км. Приток — Малый Каим.

## Данные водного реестра
По данным государственного водного реестра России относится к Верхнеобскому бассейновому округу, водохозяйственный участок реки — Катунь, речной подбассейн реки — Бия и Катунь. Речной бассейн реки — (Верхняя) Обь до впадения Иртыша.